# Het Coronavirus: Feiten en fabels
Het Coronavirus: Feiten en fabels (deutsch etwa: Der Coronavirus: Tatsachen und Unwahrheiten) war eine achtteilige niederländische Informationssendung zur COVID-19-Pandemie und speziell der landesweiten Entwicklung. Sie wurde produziert von der NOS und zwischen Ende Februar 2020 und Anfang Januar 2021 ausgestrahlt im Radio auf NPO 1.
In der ersten Sendung verkündete der damalige Gesundheitsminister Bruno Bruins die erste offiziell registrierte Infektion in den Niederlanden.
Der Moderator Rob Trip stellt die Fragen von Zuschauern an Fachleute und Saïda Maggé fügte konkrete Informationen und Erläuterungen bei. Zudem kamen Berichterstatter und Korrespondenten in Live-Interviews und Reportagen zu Wort.

## Moderation
- Rob Trip
- Winfried Baijens
- Saïda Maggé

## Ausstrahlungen
| Folge | Datum             | Zuschauerzahl | Anmerkung                                      |
| ----- | ----------------- | ------------- | ---------------------------------------------- |
| 1     | 27. Februar 2020  | 1.827.000     |                                                |
| 2     | 13. März 2020     | 1.722.000     |                                                |
| 3     | 28. April 2020    | 1.658.000     |                                                |
| 4     | 28. Mai 2020      | 1.552.000     |                                                |
| 5     | 2. Juli 2020      | 1.076.000     |                                                |
| 6     | 6. Oktober 2020   | 1.551.000     |                                                |
| 7     | 14. Dezember 2020 | 1.436.000     |                                                |
| 8     | 5. Januar 2021    | 1.096.000     | Der Beginn der Impfungen [in den Niederlanden] |